# Patricio Hernández
Patricio José Hernández (16 de agosto de 1956) é um ex-futebolista argentino que competiu na Copa do Mundo FIFA de 1982.